# МАЗ-502
МАЗ-502 — крупнотоннажный грузовой автомобиль повышенной проходимости на базе семитонного грузовикa МАЗ-200 (ЯАЗ-200) с колёсной формулой 4 × 4.
МАЗ-502 имел четырёхцилиндровый дизельный двигатель ЯАЗ-М204В повышенной мощности. В схему трансмиссии входили пятиступенчатая коробка передач и двухступенчатая раздаточная коробка, распределявшая крутящий момент между передним и задним мостами в соотношении 1:2. Привод к передним колёсам — неотключаемый, поэтому грузовик оснащался блокируемым межосевым дифференциалом. Диапазон передаточных чисел трансмиссии — 14,5. Все колёса машины — односкатные с шинами размером 15,00-20". Автомобиль оснащался пневмоусилителем руля. Для перевозки личного состава или грузов машина имела универсальную грузовую платформу.
Автомобили МАЗ-501 и МАЗ-502 относятся к 200-му семейству и первому поколению грузовых автомобилей МАЗ, однако, получили индексы с литерой "5" по системе индексации моделей автомобилей СССР, введенной в 1945 году. Для Минского автомобильного завода это был диапазон чисел от 500 до 550. В отличие от других представителей 200-го семейства МАЗов, разработанных в Ярославле, эти модели были разработаны непосредственно в КБ МАЗ, поэтому и получили заводские индексы 501 и 502.
Автомобиль выпускался серийно с 1957 по 1966 год в трёх модификациях:
- грузового автомобиля без лебёдки МАЗ-502;
- грузового автомобиля с лебёдкой МАЗ-502А;
- седельного тягача МАЗ-502В.

МАЗ-502В эксплуатировался совместно с полуприцепами МАЗ-5245Б и МАЗ-5245В. Первый предназначался для перевозки воинских грузов, второй — личного состава.
МАЗ-502 не получил широкого распространения в войсках, поскольку имел полную массу около 12 т и нагрузку на заднюю ось 7,5 т, что гораздо выше допустимой нагрузки для многоцелевых автомобилей, и этим обуславливалась его недостаточная подвижность на местности и небольшая максимальная скорость (50 км/ч). По оценочным данным, было выпущено около 900 машин; расход топлива — 40 л на 100 км.
Грузовик МАЗ-502 был первым двухосным полноприводным автомобилем военного назначения, серийно выпускавшимся в Минске. В начале 60-х годов там был построен опытный грузовой автомобиль повышенной проходимости МАЗ-505. В середине 2000-х годов серийно запущен в производство МАЗ-5316.

## Фотографии

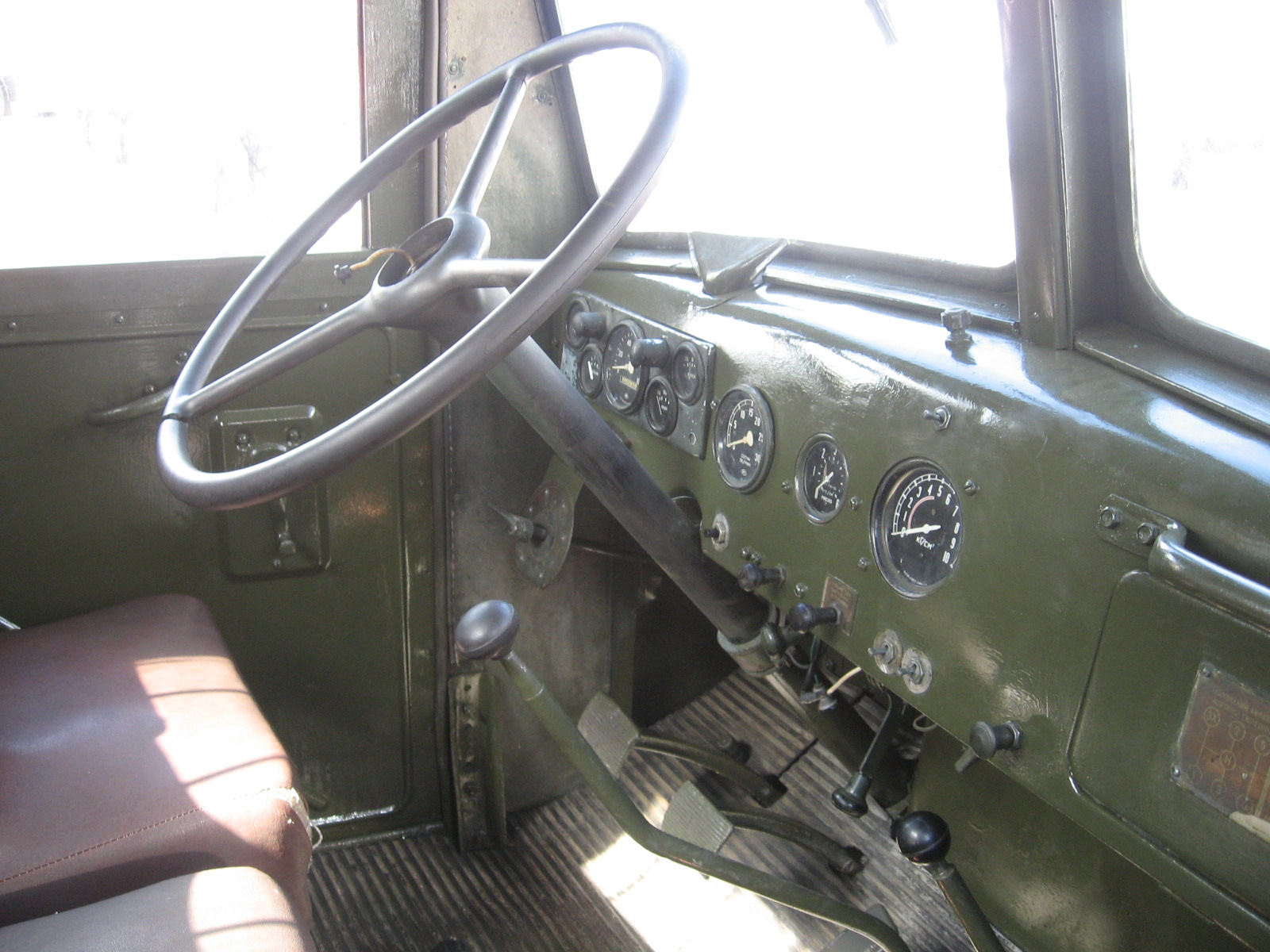
Вид из кабины
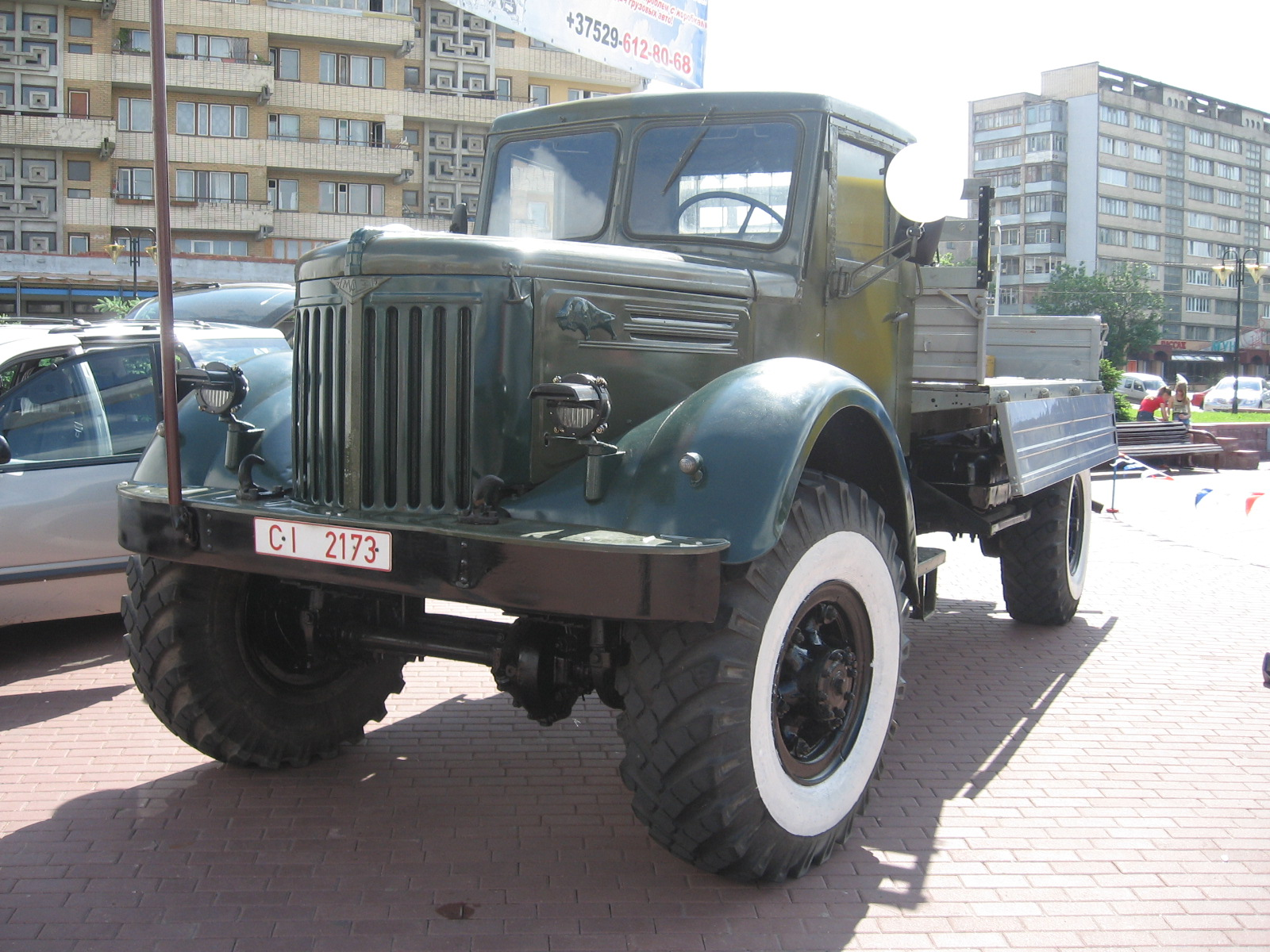
Вид спереди
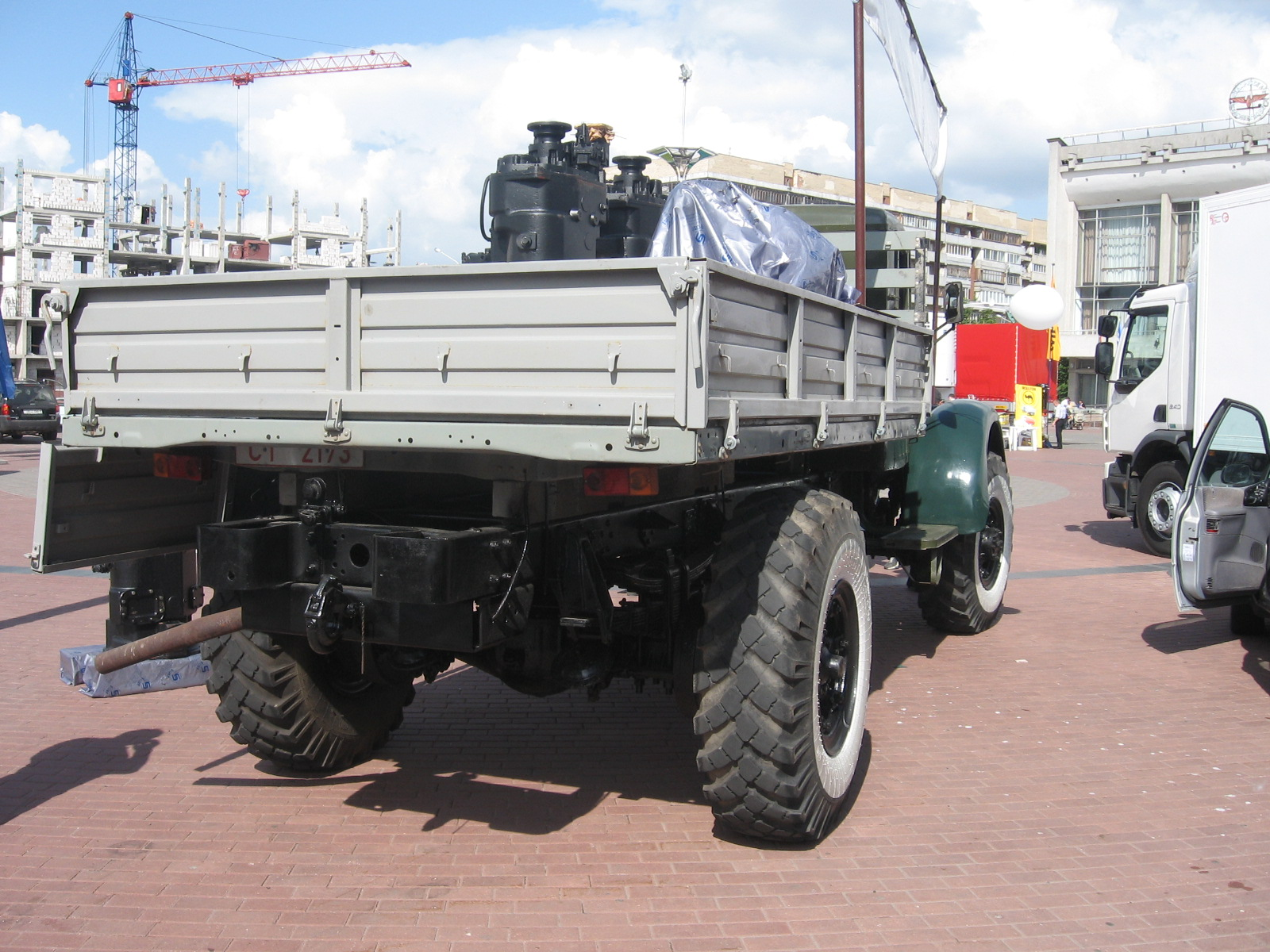
Вид сзади